# 阿哈龙·拉津
阿哈龙·拉津（希伯來語：‎，1935年4月6日—2019年5月27日），出生于特拉维夫，以色列生物化学家和分子生物学家，曾任耶路撒冷希伯来大学教授。拉津的主要工作是DNA甲基化在基因调控中的作用。

## 生平
拉津1962年获生物化学（微生物学）硕士学位，1967年在雅各布马杰指导下于希伯来大学获博士学位。他曾为罗伯特·辛色默做博士后研究员。1982年成为希伯来大学教授。 2003年退休。

## 奖项和荣誉
2004年获以色列奖生物化学奖，2008年获沃尔夫医学奖，2011年获盖尔德纳国际奖。